# سانحه جنگنده اف-۵ در تبریز
در تاریخ ۲ اسفند ۱۴۰۰ حوالی ساعت ۹ صبح، یک فروند هواپیمای آموزشی نورثروپ اف-۵ متعلق به نیروی هوایی ارتش جمهوری اسلامی ایران در شمال غربی شهر تبریز (حوالی خیابان انقلاب) در اثر اشکال فنی سقوط کرد و به دیوار مدرسه میلاد تبریز برخورد کرد.در در این سانحه ۲ خلبان و یک راننده کشته شدند.